# Ana Cirré
Ana Cirré (Santander, 20 de febrero de 1972) es una cantautora hispanomexicana. Es reconocida en toda América por sus canciones románticas: «Casi perfecto», «Jamás me olvidarás», «Me prometo a mi misma», «El Cielo del Tíbet» entre otros temas. Su carrera musical comenzó en 1990, cuando editó su primer álbum Hora es de hacer el amor, con su sencillo «La vida pasa factura».

## Primeros años
Nació en la ciudad de Santander, en el norte de España, ciudad bañada por el Mar Cantábrico. Hija de un músico y cantante profesional, ya desde los siete años soñaba con ser cantante. Comienza a cantar a la edad de 10 años, surgiendo así en su interior la pequeña flama que sólo poseen los grandes artistas. 
Comienza a preparase en su natal Santander con clases de guitarra solfeo y canto, y a los 17 años, prueba fortuna en Madrid ingresando al Real Conservatorio de Madrid para completar sus estudios de música con los de baile y expresión corporal.

## Carrera musical
En 1990 el mercado discográfico español se encontró en una crisis profunda y las discográficas eran renuentes a estrenar álbumes de nuevos artistas solistas.Sin embargo, Ana Cirré encontró la posibilidad de grabar su primer álbum en México. Ella no esperó un solo segundo y tomó inmediatamente el avión; al final nació el disco Hora es de hacer el amor con su primer sencillo La vida pasa factura, su primer éxito en México del cual recibe su primer Disco de oro.

## Despegue en México
En 1996 llega Y no es por mí, su segundo álbum, producido por el cantautor Ricardo Arjona. Con temas emblemáticos como «El cielo del Tíbet», «Me prometo a mí misma» y «Casi perfecto» los cuales la propulsan entonces al estrellato, puesto que el disco se coloca entre los 5 más escuchados de Latinoamérica. Y del cual recibe doble disco de oro en México, platino en Chile, y Oro en Argentina, Uruguay, Costa Rica, Panamá , Guatemala, Colombia, Perú, Venezuela, Ecuador, Salvador. 
En 1998, presenta su tercera producción discográfica realizada en Miami, España e Italia en coproducción con Emmanuel Ruffinengo, su nombre, Jamás me olvidarás con su musicalización.
Es hasta el año 2003 donde graba en Italia su cuarto álbum llamado «Libre» , recibe la gaviota de plata como artista revelación en el Festival de Viña del Mar. En 2004 empieza el proyecto Por amor, un show dedicado a los románticos en el que participan Gualberto castro, Benito Castro y Chamín Correa con boleros, canciones mexicanas y españolas.
En 2005 y Con todo el sentimiento femenino volcado en su voz, Ana Cirré se une después a dos grandes artistas de reconocidas trayectorias: Manoella Torres y Lila Deneken para dar inicio al show y gira denominado “Ellas, las Divas”.
En 2006 y 2007, Ana es declarada “La mejor voz femenina del habla hispana en la balada pop”, es invitada especial y participante durante los homenajes rendidos al maestro Armando Manzanero, compositor orgullo de México y al “Divo de Linares”: el español Raphael. Más adelante se reúne con el legendario Gualberto Castro, para preparar “La bohemia del amor”, un Álbum de boleros que no debe faltar en la colección de los románticos. 
Prosigue con la grabación a dúo con Jorge "Coque" Muñiz serenatas 1, con el bolero “Vuélveme a querer”, junto con el talentoso productor, Jorge Avendaño. Interviene también en los siguientes discos de Coque “Serenatas 2 y 3″ consagrados como Disco de Platino.
En el año 2008 y representando a España, Ana participa en el majestuoso homenaje producido por Televisa realizado en El Puerto de Veracruz, tema dedicado al cantautor Agustín Lara. Como una de las musas de Armando Manzanero quien interpreta su tema inédito “Cómo lamento”, es convocada al mismo año por Manzanero para integrar su disco y su gira internacional “Las mujeres de Manzanero” junto a otras intérpretes. A pocas semanas y con el concepto Ellas, las divas, sale al mercado el disco Como dos gotas de Rocío.
El año 2009 produce el material discográfico “Ángeles de Navidad”, Un disco Navideño de colección, con una selección de los mejores temas navideños interpretados en español y en donde graba por primera vez en inglés y francés. Interpreta el Ave María de Gounot, (tema incluido en disco Ángeles de Navidad) durante la misa ofrecida en la Basílica de Guadalupe, convirtiéndose así, después de 60 años de festejar año con año a la Virgen de Guadalupe, en la tercera cantante extranjera en participar en este magno evento anual.
En septiembre de 2010, es elegida para cantar el nuevo himno de Morelos “Yo soy de Morelos” en el Teatro Ocampo de Cuernavaca. El disco “Como dos tragos de tequila” abre una nueva gira para Ellas las Divas, en la que Ana incursiona en la música ranchera. En diciembre del mismo añocon Carlos Santana, Álex Lora, Willie Nelson, Deepak Chopra, Margarita La Diosa de la Cumbia, Reyli Barba, Lila Deneken y una decena de artistas internacionalmente aclamados, Ana apoya a la comunidad latina en Estados Unidos sin miedos ni fronteras con “Un proyecto de amor” la producción musical de la fundación Hermes Music.
En 2011 recibe de la Cámara Nacional de la mujer CANADEM, el premio nacional de la mujer ”Por su destacada trayectoria artística, especialmente por ser una de las pocas cantantes íntegras en el medio del espectáculo”. Por su calidad moral, social, profesional y valiosa aportación a la mujer impactando positivamente a México.
Para 2012 presenta su disco Yo soy con temas de su autoría, en donde se involucra en arreglos, siendo la productora también de este nuevo álbum. 
En 2013 y 14, el personaje de Grizabella, la gata más glamurosa de la comedia musical Cats, marca una nueva etapa para la cantautora, quien se estrena como actriz e intérprete del tema «Memory». Los medios de comunicación y el público aclaman su debut en los escenarios teatrales con Cats.
En 2015 graba un disco homenaje a otra compatriota suya, titulado Eterna, dedicado a la española más mexicana, Rocío Dúrcal. Material producido por ella con arreglos del compositor, músico y arreglista, Jorge Avendaño, con temas de Juan Gabriel, Marco Antonio Solís, Rafael Pérez Botija, Bebu Silvetti.
En 2016 nuevamente es invitada por el reconocido productor Mexicano Gerardo Quiroz, a un nuevo proyecto y reto: «Menopausia el musical», dando vida al personaje de la mujer ejecutiva.
En 2017 es contratada por el canal de televisión, México Travel Channel como presentadora del programa, México Místico, en donde Ana mostrará a través de toda la república Mexicana, las maravillas y costumbres del México prehispánico. 
En 2018 Ana graba su primer DVD tributo a Rocío Dúrcal, y de nuevo es contratada para el regreso del musical, «Cats», como Grizabella.
Entre el 2020 y 2021 lanza desde Canadá, debido a la pandemia del Covid 19,  producción discográfica, producido nuevamente por ella y con temas de su autoría, Invencibles, del que ya han visto la luz tres primeros sencillos: Soy la tierra, Hoy e Invencibles. Letras conscientes con arreglos en donde fusiona instrumentos prehispánicos en una fusión de 2 continentes, el europeo y el americano.
En el año 2024, es invitada para formar parte del concepto Grandiosas, al lado de grandes y consolidadas cantantes de gran trayectoria musical, como Dulce, Alicia Villarreal, Rocío Banquells, Ángela Carrasco entre otras. En noviembre del mismo año, recibe el Galardón Sororidad, por ayudar e inspirar de forma positiva a través de su voz y sus canciones, a otras mujeres.

## Discografía[6]
| - 1990 - Hora es de hacer el amor - 1996 - Y no es por mí - 1998 - Jamás me olvidarás - 2003 - Libre - 2008 - Como 2 gotas de Rocío - 2009 - Ángeles de Navidad - 2010 - Como 2 tragos de tequila - 2012 - Yo soy - 2015 - Eterna - 2023 - Invencibles | - 2005 - La Más Completa Colección - 2016 - 16 Éxitos De Oro - 1997 - Hombre De Mar (Mercury) - 1997 - Las Canciones De... Oro Verde (Musicavision) - 1999 - Remixes Universal (Universal) - 2007 - Las Mujeres de Manzanero - 2008 - La Bohemia Del Amor (Discos Continental) - 2020 - Serenata 1 y 2 Coque Muñiz (Emi Muscic) - 2011 - Voces Por Japón (Sony Music) - 2021 - Imágenes de Ana / Edgar Oceransky |